# Паньково (Новодеревеньковский район)
Паньково — село в Новодеревеньковском районе Орловской области России. Административный центр Паньковского сельского поселения.

## География
Село находится на расстоянии 22 км к северу от посёлка городского типа Хомутово, административного центра района, и 100 км к востоку от города Орёл, административного центра области.

### Часовой пояс
Село Паньково, как и вся Орловская область, находится в часовой зоне МСК (московское время). Смещение применяемого времени относительно UTC составляет +3:00.

## Население
| 1859 | 1915  | 2002 | 2010 |
| ---- | ----- | ---- | ---- |
| 1223 | ↘1075 | ↘715 | ↘567 |

### Национальный состав
Согласно результатам переписи 2002 года, в национальной структуре населения русские составляли 96 % из 715 чел.